# Schmerber
La Schmerber è un'unità di misura che misura l'impermeabilità di un tessuto e deve il suo nome all'industriale tessile Charles-Édouard Schmerber (1894-1958), il quale l'ha definita e ha creato gli strumenti per misurarla.
Oggi è definita all'interno della norma EN 20811 (ISO 811).
1 Schmerber = 1 mm colonna d'acqua = 10 Pa = 0,1 mbar.
Nel campo tessile,la pressione esercitata dall'acqua su un capo d'abbigliamento sotto la pioggia può raggiungere valori compresi tra 13 000 Pa e 20 000 Pa (da 0,13 a 0,20 bar), che quindi corrispondono a valori compresi tra 1 300 e 2 000 Schmerber.